# جان ام. رابینسون
جان ام. رابینسون (به انگلیسی: John M. Robinson) سناتور سابق عضو حزب دموکرات ایالات متحده آمریکا بود. وی در سال ۱۸۳۰ تا ۱۸۴۱ میلادی سناتور ایالت ایلی‌نوی در سنای ایالات متحده آمریکا بود.